# وزارت جنگل‌داری، شیلات و محیط زیست
وزارت جنگل‌داری، شیلات و محیط زیست (انگلیسی: Department of Forestry, Fisheries and the Environment) یک وزارتخانه در دولت آفریقای جنوبی است که مسئول منابع طبیعی، حفاظت، حفظ و بهبود محیط زیست این کشور می‌باشد. این وزارتخانه در سال ۲۰۱۹ با ادغام اداره امور محیط زیست با بخش‌های جنگل‌داری و شیلات وزارت کشاورزی، جنگل‌داری و شیلات ایجاد شد

## شعبه‌های تابعه
شعبه‌های اداره جنگل‌داری، شیلات و محیط زیست عبارتند از:
- کیفیت هوا و تغییر اقلیم
- تنوع زیستی و حفاظت
- مواد شیمیایی و مدیریت پسماند
- خدمات مشاوره محیطی
- برنامه‌های زیست محیطی
- مجوزهای قانونی و بازرسی انطباق
- اقیانوس‌ها و سواحل
- دفتر مدیر عامل